# Muzio II Sforza di Caravaggio
Muzio II Sforza di Caravaggio (Milano, giugno 1576 – Milano, 14 settembre 1622) è stato un nobile italiano, secondo marchese di Caravaggio.

## Biografia
Figlio di Francesco I Sforza di Caravaggio e di donna Costanza Colonna, Muzio II succedette al marchesato a sette anni dopo la morte prematura del padre nel 1583. Data la tenera età, la reggenza venne mantenuta per alcuni anni dalla madre.
A differenza della maggior parte dei suoi parenti o avi, Muzio II si dimostrò un governante maggiormente incline alle arti ed agli studi più che alle armi e nel 1594 creò presso il proprio palazzo milanese l'"Accademia degli Inquieti". Poeta dilettante, compose rime sacre e profane oltre ad un trattato dal titolo "Della istituzione della vergine consacrata a Dio" datato al 1589.
A livello politico divenne consigliere intimo del re di Spagna Filippo II ed il figlio Filippo III nel 1603 gli riconobbe anche dei feudi di Casteggio e Lacchiarella ereditati dal cognato Sforz'Andrea del Carretto.
Morì a Milano nel 1622.

## Matrimonio e figli
A Roma nel 1597 Muzio II sposò Felice Orsina Peretti Damasceni, figlia di Fabio Peretti Damasceni, nobile romano, e di Maria Felice de Mignucci Peretti (Roma, 1573 - Caravaggio 12 aprile 1621). Felice Orsina era già vedova di suo cugino Marcantonio III Colonna, principe e duca di Paliano. La coppia ebbe i seguenti figli:
- Francesco[3] (1º ottobre 1598[5]-bambino, dopo il gennaio 1602);
- Costanza (15 novembre 1599[5]-post 1616),[3] monaca nel Monastero Maggiore di Milano come suor Anna Orsina;[3]
- Violante (ottobre 1601-post 1616), monaca nel Monastero Maggiore di Milano come suor Alessandra Costanza;
- Alessandro (c.1604-2 dicembre 1611), Cavaliere dell'Ordine di Malta;
- Giovanni Paolo II (?-1630),[3] V marchese di Caravaggio e conte di Galliate
- Francesco II, VII marchese di Caravaggio e conte di Galliate
- Camilla (?-19 agosto 1659),[3] monaca col nome di suor Lucida nel monastero di Santa Caterina da Siena a Roma

## Ascendenza
|                                             |                                       |                                       | Genitori                               |  |  | Nonni |  |  | Bisnonni                |  |  | Trisnonni       |  |
|                                             |                                       |                                       |                                        |  |  |       |  |  | Giovanni Paolo I Sforza |  |  | Ludovico Sforza |  |
|                                             |                                       |                                       |                                        |  |  |       |  |  | Giovanni Paolo I Sforza |  |  | Ludovico Sforza |  |
|                                             |                                       | Lucrezia Crivelli                     |                                        |  |  |       |  |  | Giovanni Paolo I Sforza |  |  |                 |  |
| Muzio I Sforza di Caravaggio                |                                       |                                       |                                        |  |  |       |  |  | Giovanni Paolo I Sforza |  |  |                 |  |
|                                             |                                       | Violante Bentivoglio                  | Alessandro Bentivoglio                 |  |  |       |  |  |                         |  |  |                 |  |
|                                             |                                       | Violante Bentivoglio                  | Alessandro Bentivoglio                 |  |  |       |  |  |                         |  |  |                 |  |
|                                             |                                       | Violante Bentivoglio                  | Ippolita Sforza                        |  |  |       |  |  |                         |  |  |                 |  |
| Francesco I Sforza di Caravaggio            |                                       | Violante Bentivoglio                  |                                        |  |  |       |  |  |                         |  |  |                 |  |
|                                             |                                       | Bosio II Sforza di Santa Fiora        | Federico I Sforza di Santa Fiora       |  |  |       |  |  |                         |  |  |                 |  |
|                                             |                                       | Bosio II Sforza di Santa Fiora        | Federico I Sforza di Santa Fiora       |  |  |       |  |  |                         |  |  |                 |  |
|                                             |                                       | Bosio II Sforza di Santa Fiora        | Bartolomea Orsini                      |  |  |       |  |  |                         |  |  |                 |  |
| Faustina Sforza di Santa Fiora              |                                       | Bosio II Sforza di Santa Fiora        |                                        |  |  |       |  |  |                         |  |  |                 |  |
|                                             |                                       | Costanza Farnese                      | Paolo III                              |  |  |       |  |  |                         |  |  |                 |  |
|                                             |                                       | Costanza Farnese                      | Paolo III                              |  |  |       |  |  |                         |  |  |                 |  |
|                                             |                                       | Costanza Farnese                      | Silvia Ruffini                         |  |  |       |  |  |                         |  |  |                 |  |
| Muzio II Sforza di Caravaggio               |                                       | Costanza Farnese                      |                                        |  |  |       |  |  |                         |  |  |                 |  |
|                                             | Ascanio I Colonna, II duca di Paliano | Fabrizio I Colonna, I duca di Paliano |                                        |  |  |       |  |  |                         |  |  |                 |  |
|                                             | Ascanio I Colonna, II duca di Paliano | Fabrizio I Colonna, I duca di Paliano |                                        |  |  |       |  |  |                         |  |  |                 |  |
|                                             | Ascanio I Colonna, II duca di Paliano | Agnese di Montefeltro                 |                                        |  |  |       |  |  |                         |  |  |                 |  |
| Marcantonio II Colonna, III duca di Paliano | Ascanio I Colonna, II duca di Paliano |                                       |                                        |  |  |       |  |  |                         |  |  |                 |  |
|                                             |                                       | Giovanna d'Aragona                    | Ferdinando d'Aragona, duca di Montalto |  |  |       |  |  |                         |  |  |                 |  |
|                                             |                                       | Giovanna d'Aragona                    | Ferdinando d'Aragona, duca di Montalto |  |  |       |  |  |                         |  |  |                 |  |
|                                             |                                       | Giovanna d'Aragona                    | Castellana Folch de Cardona            |  |  |       |  |  |                         |  |  |                 |  |
| Costanza Colonna                            |                                       | Giovanna d'Aragona                    |                                        |  |  |       |  |  |                         |  |  |                 |  |
|                                             |                                       | Girolamo Orsini, signore di Bracciano | Giovanni Giordano Orsini               |  |  |       |  |  |                         |  |  |                 |  |
|                                             |                                       | Girolamo Orsini, signore di Bracciano | Giovanni Giordano Orsini               |  |  |       |  |  |                         |  |  |                 |  |
|                                             |                                       | Girolamo Orsini, signore di Bracciano | Felice Della Rovere                    |  |  |       |  |  |                         |  |  |                 |  |
| Felice Orsini                               |                                       | Girolamo Orsini, signore di Bracciano |                                        |  |  |       |  |  |                         |  |  |                 |  |
|                                             |                                       | Silvia Sforza di Santa Fiora          | Bosio II Sforza di Santa Fiora         |  |  |       |  |  |                         |  |  |                 |  |
|                                             |                                       | Silvia Sforza di Santa Fiora          | Bosio II Sforza di Santa Fiora         |  |  |       |  |  |                         |  |  |                 |  |
|                                             |                                       | Silvia Sforza di Santa Fiora          | Costanza Farnese                       |  |  |       |  |  |                         |  |  |                 |  |
|                                             |                                       | Silvia Sforza di Santa Fiora          |                                        |  |  |       |  |  |                         |  |  |                 |  |